# Софіївська сільська рада (Криворізький район)
Софіївська сільська́ ра́да — орган місцевого самоврядування у Криворізькому районі Дніпропетровської області. Адміністративний центр — село Софіївка.

## Загальні відомості
- Населення ради: 1 400 осіб (станом на 2001 рік)

## Населені пункти
Валівській сільській раді підпорядковані:
- с. Софіївка
- с. Іванівка

## Склад ради
Рада складається з 16 депутатів та голови.
- Голова ради: Мельниченко Олександр Миколайович
- Секретар ради: Лемпицька Тетяна Олександрівна

### Керівний склад попередніх скликань
| Прізвище, ім'я, по батькові       | Основні відомості                                                         | Дата обрання | Дата звільнення |
| --------------------------------- | ------------------------------------------------------------------------- | ------------ | --------------- |
| Мельниченко Олександр Миколайович | Сільський голова, 1956 року народження, освіта вища, член Народної партії | 26.03.2006   | 31.10.2010      |
| Мельниченко Олександр Миколайович | Сільський голова, 1956 року народження, освіта вища, член Партії регіонів | 31.10.2010   |                 |

Примітка: таблиця складена за даними сайту Верховної Ради України

### Депутати
За результатами місцевих виборів 2010 року депутатами ради стали:

#### За суб'єктами висування
| Суб'єкт висування | Кількість обраних депутатів | %    |
| ----------------- | --------------------------- | ---- |
| Партія регіонів   | 15                          | 93,8 |
| Самовисування     | 1                           | 6,3  |

#### За округами
| № округу        | Прізвище, ім'я, по батькові      | Дата визнання обраним | Освіта             | Партійна приналежність | Відомості про обраного депутата                                                    |
| --------------- | -------------------------------- | --------------------- | ------------------ | ---------------------- | ---------------------------------------------------------------------------------- |
| Партія регіонів |                                  |                       |                    |                        |                                                                                    |
| 1               | Сукач Віктор Павлович            | 02.11.2010            | вища               | член Партії регіонів   | ТОВ "Агрофірма «Христофорівське», агроном                                          |
| 2               | Ківлюк Галина Іванівна           | 02.11.2010            | середня спеціальна | член Партії регіонів   | Валівська дільнична лікарня, фельдшер                                              |
| 3               | Черняєва Валентина Федорівна     | 02.11.2010            | середня спеціальна | член Партії регіонів   | пенсіонер                                                                          |
| 4               | Пухальський Володимир Сергійович | 02.11.2010            | середня спеціальна | член Партії регіонів   | ТОВ "Агрофірма «Христофорівське», керуючий справами                                |
| 5               | Олійник Григорій Миколайович     | 02.11.2010            | середня            | член Партії регіонів   | ТОВ "Агрофірма «Христофорівське», водій                                            |
| 6               | Григоренко Олег Миколайович      | 02.11.2010            | середня            | член Партії регіонів   | селянське фермерське господарство «Григоренко», голова                             |
| 7               | Коротя Ганна Володимирівна       | 02.11.2010            | вища               | член Партії регіонів   | Валівська сільська рада, головний бухгалтер                                        |
| 8               | Крадожон Людмила Олександрівна   | 02.11.2010            | середня            | член Партії регіонів   | тимчасово не працює                                                                |
| 9               | Мирний Віктор Миколайович        | 02.11.2010            | середня спеціальна | член Партії регіонів   | ТОВ Агрофірма"Христофорівське", водій                                              |
| 10              | Мирна Ольга Володимирівна        | 02.11.2010            | середня спеціальна | член Партії регіонів   | громадська приймальня Криворізької ранної організації Партії Регіонів, завідувачка |
| 11              | Лемпицька Тетяна Олександрівна   | 02.11.2010            | вища               | член Партії регіонів   | Валівська сільська рада, секретар                                                  |
| 12              | Яворська Наталія Іванівна        | 02.11.2010            | вища               | член Партії регіонів   | Валівська сільська рада, начальник ВОС                                             |
| 13              | Леміш Наталія Володимирівна      | 02.11.2010            | незакінчена вища   | член Партії регіонів   | студентка                                                                          |
| 14              | Сливка Ніна Андріївна            | 02.11.2010            | середня            | член Партії регіонів   | Валівська сільська бібліотека, завідувачка                                         |
| 15              | Ткаченко Ольга Миколаївна        | 02.11.2010            | середня спеціальна | член Партії регіонів   | Валівська дільнична лікарня, медреєстратор                                         |
| Самовисування   |                                  |                       |                    |                        |                                                                                    |
| 16              | Демидович Віктор Кирилович       | 02.11.2010            | незакінчена вища   | член Партії регіонів   | тимчасово не працює                                                                |